# Chajnanský průliv
Chajnanský průliv zvaný též Čchiungčouský průliv (čínsky v českém přepisu Čchiung-čou chaj-sia, pchin-jinem Qióngzhōu Hǎixiá, znaky zjednodušené 琼州海峡, tradiční 瓊州海峽) je mořský průliv oddělující čínský ostrov Chaj-nan od severně ležícího pevninského poloostrova Lej-čou. Přitom spojuje na západě ležící Tonkinský záliv s východně ležícím Jihočínským mořem.
Průliv je široký 15 až 30 kilometrů a v nejhlubších místech hluboký až 120 metrů. Jezdí přes něj trajekty vozící vlaky jezdící na trase z Čan-ťiangu do San-ji.